# Biei

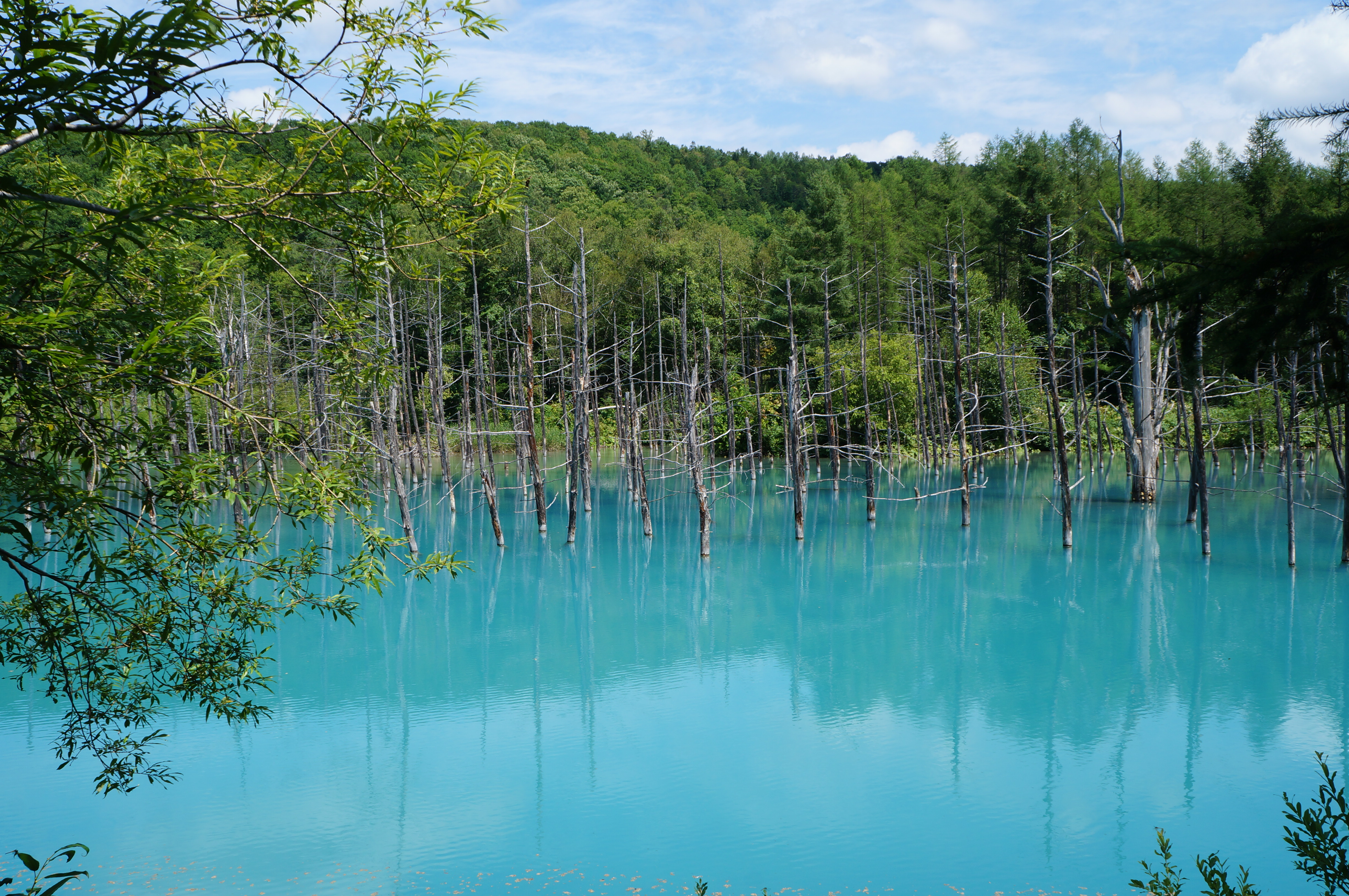
Lo Stagno Blu, un lago artificiale situato nel territorio di Biei

Biei (美瑛町?) è una cittadina giapponese della prefettura di Hokkaidō.